# Mitrella spiratella
Mitrella spiratella is een slakkensoort uit de familie van de Columbellidae. De wetenschappelijke naam van de soort is voor het eerst geldig gepubliceerd in 1880 door Martens.